# Легка атлетика на літніх Олімпійських іграх 2016 — біг на 1500 метрів (чоловіки)
Змагання з легкої атлетики в бігові на 1500 метрів серед чоловіків на літніх Олімпійських іграх 2016 відбувались 16 — 20 серпня на Олімпійському стадіоні Жоао Авеланжа.

## Рекорди
Станом на 16 серпня 2016 світовий і олімпійський рекорди були такими:
| Світовий рекорд     | Гішам Ель-Герруж (MAR) | 3:26.00 | Рим, Італія       | 14 липня 1998   | Відео на YouTube |
| Олімпійський рекорд | Наа Нгені (KEN)        | 3:32.07 | Сідней, Австралія | 29 вересня 2000 | [ 2 ]            |

## Розклад змагань
Час місцевий (UTC−3).
| Дата                | Час   | Раунд            |
| ------------------- | ----- | ---------------- |
| Вівторок, 16 серпня |       | Попередні забіги |
| Четвер, 18 серпня   | 20:45 | Півфінали        |
| Субота, 20 серпня   | 21:00 | Фінал            |

## Результати

### Попередні забіги

#### Забіг 1
| Місце | Спортсмен             | Країна                           | Час     | Примітки |
| ----- | --------------------- | -------------------------------- | ------- | -------- |
| 1     | Асбел Кіпроп          | Кенія (KEN)                      | 3:38.97 | Q        |
| 2     | Раян Греґсон          | Австралія (AUS)                  | 3:39.13 | Q        |
| 3     | Аянлех Сулейман       | Джибуті (DJI)                    | 3:39.25 | Q        |
| 4     | Кріс Охер             | Велика Британія (GBR)            | 3:39.26 | Q        |
| 5     | Меттью Сентровіц      | США (USA)                        | 3:39.31 | Q        |
| 6     | Фуад Ель-Каам         | Марокко (MAR)                    | 3:39.51 | Q        |
| 7     | Давид Бустос          | Іспанія (ESP)                    | 3:39.73 | q        |
| 8     | Чарльз Філібер-Тібуто | Канада (CAN)                     | 3:40.04 | q        |
| 9     | Джуліан Метьюс        | Нова Зеландія (NZL)              | 3:40.40 |          |
| 10    | Флоріан Карвальо      | Франція (FRA)                    | 3:41.87 |          |
| 11    | Тьяго Андре           | Бразилія (BRA)                   | 3:44.42 |          |
| 12    | Сантіно Кеній         | Південний Судан (SSD)            | 3:45.27 |          |
| 13    | Сауд Аль-Заабі        | Об'єднані Арабські Емірати (UAE) | 4:02.35 |          |
|       | Аман Воте             | Ефіопія (ETH)                    |         | DNS      |

#### Забіг 2
| Місце | Спортсмен            | Країна                | Час     | Примітки |
| ----- | -------------------- | --------------------- | ------- | -------- |
| 1     | Тауфік Махлуфі       | Алжир (ALG)           | 3:46.82 | Q        |
| 2     | Елайджа Манангої     | Кенія (KEN)           | 3:46.83 | Q        |
| 3     | Роббі Ендрюс         | США (USA)             | 3:46.97 | Q        |
| 4     | Натан Бреннен        | Канада (CAN)          | 3:47.07 | Q        |
| 5     | Меконнен Гебремедхін | Ефіопія (ETH)         | 3:47.33 | Q        |
| 6     | Брагім Каазусі       | Марокко (MAR)         | 3:47.39 | Q        |
| 7     | Хомію Тесфає         | Німеччина (GER)       | 3:47.44 |          |
| 8     | Геміш Карсон         | Нова Зеландія (NZL)   | 3:48.18 |          |
| 9     | Адель Мечаль         | Іспанія (ESP)         | 3:48.41 |          |
| 10    | Чарлі Грайс          | Велика Британія (GBR) | 3:48.51 | q        |
| 11    | Пауло Амотун Локоро  | Збірна біженців (ROT) | 4:03.96 |          |
| 12    | Аугусту Соареш       | Східний Тимор (TLS)   | 4:11.35 | PB       |
|       | Абді Вайсс Муядін    | Джибуті (DJI)         |         | DNF      |
|       | Філіп Інгебрігтсен   | Норвегія (NOR)        |         | DSQ      |

#### Забіг 3
| Місце | Спортсмен            | Країна              | Час     | Примітки |
| ----- | -------------------- | ------------------- | ------- | -------- |
| 1     | Якуб Голуша          | Чехія (CZE)         | 3:38.31 | Q        |
| 2     | Рональд Квемой       | Кенія (KEN)         | 3:38.33 | Q        |
| 3     | Абдаалаті Ігідер     | Марокко (MAR)       | 3:38.40 | Q        |
| 4     | Рональд Мусагала     | Уганда (UGA)        | 3:38.45 | Q        |
| 5     | Генрік Інгебрігтсен  | Норвегія (NOR)      | 3:38.50 | Q        |
| 6     | Нік Вілліс           | Нова Зеландія (NZL) | 3:38.55 | Q        |
| 7     | Бенсон Сеюрей        | Бахрейн (BRN)       | 3:38.82 | q        |
| 8     | Пітер-Ян Ганнес      | Бельгія (BEL)       | 3:38.89 | q        |
| 9     | Бен Бленкеншип       | США (USA)           | 3:38.92 | q        |
| 10    | Давіт Вольд          | Ефіопія (ETH)       | 3:39.29 | q        |
| 11    | Салім Кеддар         | Алжир (ALG)         | 3:40.63 |          |
| 12    | Люк Метьюз           | Австралія (AUS)     | 3:44.51 |          |
| 13    | Ільхам Тануї Озбілен | Туреччина (TUR)     | 3:49.02 |          |
| 14    | Мохаммед Раджеш      | Ємен (YEM)          | 3:58.99 |          |
| 15    | Ерік Родрігес        | Нікарагуа (NCA)     | 4:00.30 |          |

### Півфінали

#### Забіг 1
| Місце | Спортсмен           | Країна                | Час     | Примітки |
| ----- | ------------------- | --------------------- | ------- | -------- |
| 1     | Асбел Кіпроп        | Кенія (KEN)           | 3:39.73 | Q        |
| 2     | Тауфік Махлуфі      | Алжир (ALG)           | 3:39.88 | Q        |
| 3     | Нік Вілліс          | Нова Зеландія (NZL)   | 3:39.96 | Q        |
| 4     | Бен Бленкеншип      | США (USA)             | 3:39.99 | Q        |
| 5     | Чарлі Грайс         | Велика Британія (GBR) | 3:40.05 | Q        |
| 6     | Абдаалаті Ігідер    | Марокко (MAR)         | 3:40.11 | q        |
| 7     | Натан Бреннен       | Канада (CAN)          | 3:40.20 | q        |
| 8     | Бенсон Сеюрей       | Бахрейн (BRN)         | 3:40.53 |          |
| 9     | Якуб Голуша         | Чехія (CZE)           | 3:40.83 |          |
| 10    | Давіт Вольд         | Ефіопія (ETH)         | 3:41.42 |          |
| 11    | Генрік Інгебрігтсен | Норвегія (NOR)        | 3:42.51 |          |
| 12    | Пітер-Ян Ганнес     | Бельгія (BEL)         | 3:43.71 |          |
| 13    | Брагім Каазусі      | Марокко (MAR)         | 3:48.66 |          |

#### Забіг 2
| Місце | Спортсмен             | Країна                | Час       | Примітки       |
| ----- | --------------------- | --------------------- | --------- | -------------- |
| 1     | Рональд Квемой        | Кенія (KEN)           | 3:39.42   | Q              |
| 2     | Аянлех Сулейман       | Джибуті (DJI)         | 3:39.46   | Q              |
| 3     | Меттью Сентровіц      | США (USA)             | 3:39.61   | Q              |
| 4     | Раян Греґсон          | Австралія (AUS)       | 3:40.02   | Q              |
| 5     | Рональд Мусагала      | Уганда (UGA)          | 3:40.37   | Q              |
| 6     | Меконнен Гебремедхін  | Ефіопія (ETH)         | 3:40.69   |                |
| 7     | Хомію Тесфає          | Німеччина (GER)       | 3:40.76   |                |
| 8     | Чарльз Філібер-Тібуто | Канада (CAN)          | 3:40.79   |                |
| 9     | Фуад Ель-Каам         | Марокко (MAR)         | 3:40.93   |                |
| 10    | Кріс Охер             | Велика Британія (GBR) | 3:44.27   |                |
| 11    | Давид Бустос          | Іспанія (ESP)         | 3:56.54   | q              |
| –     | Елайджа Манангої      | Кенія (KEN)           | DNS       |                |
| –     | Роббі Ендрюс          | США (USA)             | (3:40.25) | DSQ Rule 163.4 |

Бустосу дали місце у фіналі за правилом 163.2 апісля того, як рефері на повторі побачив, що йому заважав інший спортсмен.

### Фінал
| Місце | Спортсмен        | Країна                | Час     | Примітки |
| ----- | ---------------- | --------------------- | ------- | -------- |
| 1     | Меттью Сентровіц | США (USA)             | 3:50.00 |          |
| 2     | Тауфік Махлуфі   | Алжир (ALG)           | 3:50.11 |          |
| 3     | Нік Вілліс       | Нова Зеландія (NZL)   | 3:50.24 |          |
| 4     | Аянлех Сулейман  | Джибуті (DJI)         | 3:50.29 |          |
| 5     | Абдаалаті Ігідер | Марокко (MAR)         | 3:50.58 |          |
| 6     | Асбел Кіпроп     | Кенія (KEN)           | 3:50.87 |          |
| 7     | Давид Бустос     | Іспанія (ESP)         | 3:51.06 |          |
| 8     | Бен Бленкеншип   | США (USA)             | 3:51.09 |          |
| 9     | Раян Греґсон     | Австралія (AUS)       | 3:51.39 |          |
| 10    | Натан Бреннен    | Канада (CAN)          | 3:51.45 |          |
| 11    | Рональд Мусагала | Уганда (UGA)          | 3:51.68 |          |
| 12    | Чарлі Грайс      | Велика Британія (GBR) | 3:51.73 |          |
| 13    | Рональд Квемой   | Кенія (KEN)           | 3:56.76 |          |